# Windows 2.0
Windows 2.0 là một bản phát hành lớn của Microsoft Windows, họ hệ điều hành đồ họa dành cho máy tính cá nhân được phát triển bởi Microsoft. Nó được phát hành tới các nhà sản xuất vào ngày 9 tháng 12 năm 1987, kế nhiệm phiên bản Windows 1.0.
Sản phẩm này bao gồm hai biến thể khác nhau: một phiên bản cơ sở dành cho chế độ thực trên bộ xử lý 8086, và một phiên bản nâng cao có tên là Windows/386 dành cho chế độ bảo vệ trên bộ xử lý i386. Khác với hệ thống tiền nhiệm, Windows 2.0 cho phép người dùng xếp chồng và thay đổi kích cỡ các cửa sổ, đồng thời cũng giới thiệu các tính năng mới như các biểu tượng trên màn hình desktop, các phím tắt và hỗ trợ đồ họa VGA 16 màu. Đây cũng là phiên bản đầu tiên có sự xuất hiện của Microsoft Word và Excel.
Với những cải tiến so với phiên bản tiền nhiệm, Windows 2.0 kể từ khi được phát hành đã góp phần thúc đẩy doanh số cũng như độ phổ biến của Microsoft Windows, mặc dù nó vẫn được coi là sản phẩm của một dự án còn đang dang dở. Sau khi Windows 2.0 được phát hành cùng tính năng chồng xếp cửa sổ, Apple Inc. đã nộp đơn kiện Microsoft vào tháng 3 năm 1988 với cáo buộc vi phạm bản quyền do Apple nắm giữ; tuy nhiên vụ kiện cuối cùng đã kết thúc với kết quả có lợi cho Microsoft. Phiên bản kế nhiệm sau đó là Windows 2.1 được phát hành vào tháng 5 năm 1988. Microsoft đã kết thúc hỗ trợ cho Windows 2.0 từ ngày 31 tháng 12 năm 2001.

## Các bản phát hành
Windows 2.0 được phát hành với hai biến thể có tên gọi và nền tảng CPU hỗ trợ khác nhau. Phiên bản cơ sở hỗ trợ chế độ 8086 trên vi xử lý 80386. Nó vẫn có thể hoạt động đầy đủ trên bộ xử lý 8088 hoặc 8086, nhưng sẽ không thể tận dụng vùng nhớ cao trên bộ xử lý 8086; tuy nhiên, bộ nhớ mở rộng vẫn có thể được sử dụng. Mẫu máy tính PS/2 Model 25 của IBM được cài đặt sẵn Windows với bộ xử lý 8086, cùng với tùy chọn bán kèm một "bộ DOS 4.00 và Windows" dành cho thị trường giáo dục. Khi Windows 2.1 được ra mắt vào năm 1988, phiên bản cơ sở được đổi tên thành Windows/286.
Biến thể còn lại với tên gọi Windows/386 đã xuất hiện sớm nhất từ tháng 9 năm 1987, trước cả thời điểm phát hành Windows 2.0 vào tháng 12 năm 1987. Đây là biến thể nâng cao hơn so với phiên bản cơ sở. Windows/386 sử dụng một hạt nhân chạy trong chế độ bảo vệ; phía trên nhân là GUI và các ứng dụng, chạy dưới dạng một tác vụ trong chế độ 8086 ảo.:p.2 Biến thể này có khả năng thực hiện đa nhiệm ưu tiên đầy đủ,:p.2 và cho phép một vài chương trình MS-DOS chạy song song trong chế độ CPU "8086 ảo", thay vì phải tạm ngừng các ứng dụng chạy nền. Ngoại trừ một vài kilobyte phí tổn, mỗi ứng dụng DOS có thể dùng bất kỳ vùng nhớ thấp nào có sẵn trước khi Windows bắt đầu chạy. Windows/386 còn cung cấp khả năng giả lập EMS, sử dụng những tính năng quản lý bộ nhớ trên bộ xử lý i386 để khiến phần RAM trên 640k hoạt động như một bộ nhớ phân băng (banked memory) được nhiều ứng dụng DOS phổ biến sử dụng, thứ mà trước đây chỉ có thể được bổ sung thông qua các loại card rời. Windows/386 không hỗ trợ bộ nhớ ảo dựa trên ổ đĩa, do đó các chương trình DOS phải được lưu trữ bên trong phần bộ nhớ vật lý có sẵn. Người dùng có thể chạy nhiều ứng dụng hơn trên phiên bản 386.
Cả hai phiên bản trên đều không hoạt động với các trình quản lý bộ nhớ DOS như CEMM hoặc QEMM, hay cả với những bộ mở rộng DOS có chức năng quản lý bộ nhớ mở rộng riêng và cũng chạy trong chế độ bảo vệ. Vấn đề này được giải quyết ở phiên bản 3.0, với khả năng tương thích với Virtual Control Program Interface (VCPI) trong "chế độ tiêu chuẩn" và DOS Protected Mode Interface (DPMI) trong chế độ "386 nâng cao". Microsoft đã kết thúc hỗ trợ cho Windows 2.0 vào ngày 31 tháng 12 năm 2001.

## Tính năng

Aldus Pagemaker 3.0 trên Windows 2.0

Không giống như phiên bản trước đó, Windows 2.0 cho phép người dùng xếp chồng và thay đổi kích thước các cửa sổ ứng dụng. Nó cũng giới thiệu các tính năng mới như các biểu tượng trên màn hình desktop, các phím tắt, cùng với hai thuật ngữ "minimize" (cực tiểu hóa) và "maximize" (cực đại hóa), khác với những thuật ngữ "iconize" (biểu tượng hóa) và "zoom" (phóng to) trong Windows 1.0. Khả năng hỗ trợ đồ họa VGA 16 màu, bộ nhớ EMS, cùng với các chức năng mới của CPU i386 trong một số phiên bản cũng được bổ sung trong Windows 2.0. Windows 2.0 là phiên bản Windows cuối cùng có thể chạy trên đĩa mềm.
Windows 2.0 đi kèm với 15 chương trình, đồng thời cũng giới thiệu hai phần mềm văn phòng mới dựa trên GUI là Microsoft Word và Excel nhằm cạnh tranh với các đối thủ WordPerfect và Lotus 1-2-3 đang chiếm lĩnh thị trường lúc đó. Các phần mềm khác như Aldus Pagemaker và CorelDRAW cũng được phát triển cho Windows 2.0. Đây cũng là phiên bản Windows đầu tiên tích hợp Control Panel và các tập tin thông tin chương trình.
Những chức năng của Windows API chủ yếu được xử lý bởi KERNEL.EXE, USER.EXE và GDI.EXE. Các trình điều khiển thiết bị (ngoại trừ driver cho máy in) cùng với những tập tin trên được chương trình cài đặt Windows kết hợp lại thành hai tập tin WIN200.BIN và WIN200.OVL.(tr507-508) Các tập tin hệ thống WINOLDAP.MOD và WINOLDAP.GRB được dùng để chạy những chương trình MS-DOS.(tr509)
IBM đã chấp thuận đưa GUI của Windows lên OS/2 với tên gọi Presentation Manager; hai công ty cũng tuyên bố rằng Presentation Manager và Windows 2.0 sẽ gần như tương đồng nhau.

## Yêu cầu hệ thống
Yêu cầu hệ thống chính thức cho Windows 2.0 bao gồm:
|              | Windows 2.01                                                    | Windows 2.03                                                    |
| ------------ | --------------------------------------------------------------- | --------------------------------------------------------------- |
| CPU          | Bộ xử lý 80286 hoặc 80386                                       | Bộ xử lý 80286 hoặc 80386                                       |
| RAM          | 512 KB bộ nhớ                                                   | 512 KB bộ nhớ                                                   |
| Lưu trữ      | 2 ổ đĩa mềm hai mặt hoặc 1 ổ đĩa cứng                           | 2 ổ đĩa mềm hai mặt hoặc 1 ổ đĩa cứng                           |
| Video        | Adapter EGA hoặc VGA                                            | Adapter EGA hoặc VGA                                            |
| Hệ điều hành | MS-DOS 3.0 trở lên                                              | MS-DOS 3.0 trở lên                                              |
| Chuột        | Khuyến khích sử dụng một thiết bị trỏ tương thích với Microsoft | Khuyến khích sử dụng một thiết bị trỏ tương thích với Microsoft |

Windows 2.0 phụ thuộc vào hệ thống DOS và bộ nhớ truy cập ngẫu nhiên bị hạn chế còn tối đa 1 MB do phải chạy trong chế độ thực.

## Đón nhận
Windows 2.0 được coi là một cải thiện nhỏ so với phiên bản tiền nhiệm, nhưng vẫn còn là một sản phẩm chưa hoàn chỉnh. Với những cải tiến này, mức độ phổ biến của Microsoft Windows đã tăng lên và giao diện của nó được đánh giá là dễ quản lý hơn. Stewart Alsop II đã dự đoán vào tháng 1 năm 1988 rằng: "Bất kỳ sự chuyển đổi sang môi trường đồ họa nào trên những chiếc máy kiểu IBM sẽ đều diễn ra chậm chạp đến phát bực và chỉ xuất phát từ những yếu tố của thị trường", bởi GUI của Windows còn tồn tại "những thiếu sót nghiêm trọng" và người dùng buộc phải chuyển sang DOS để thực hiện nhiều tác vụ. CNET thì đánh giá rằng Windows 2.0 "không tốt hơn mấy so với Windows 1.0". Tạp chí BYTE liệt kê phiên bản Windows/386 trong danh sách giành Giải thưởng BYTE năm 1989, đánh giá rằng đây là một "đối thủ cạnh tranh đáng gờm của OS/2" bởi nó đã "tận dụng được sức mạnh của bộ xử lý 80386".
Môi trường điều hành này được bán với giá 99 USD. Doanh số của Microsoft Windows đạt 1 triệu bản vào năm 1988, và tới tháng 1 năm 1990 thì con số này đã lên tới gần 2 triệu bản, mặc dù Windows 2.0 không phải là phiên bản được sử dụng rộng rãi. Phiên bản tiếp theo là Windows 2.1, được phát hành tại Hoa Kỳ và Canada vào tháng 5 năm 1988.

### Tranh chấp pháp lý với Apple
Vào ngày 17 tháng 3 năm 1988, Apple Inc. đã đệ đơn kiện Microsoft và Hewlett-Packard, với cáo buộc rằng hai công ty này đã vi phạm bản quyền do Apple nắm giữ với sản phẩm Macintosh System Software. Apple khẳng định toàn bộ "diện mạo và cảm nhận" của hệ điều hành Macintosh đã được bảo vệ bản quyền, và Windows 2.0 đã vi phạm bản quyền này khi đưa vào hệ thống những biểu tượng tương tự. Trong số 189 thành phần giao diện người dùng đồ họa mà Apple khởi kiện, tòa đã đưa ra phán quyết có lợi cho Hewlett-Packard và Microsoft đối với 179 thành phần; với 10 thành phần GUI còn lại, tòa cho rằng chúng không thể được bảo vệ bản quyền.